# Cephalomanes javanicum
Cephalomanes javanicum är en hinnbräkenväxtart som först beskrevs av Bl., och fick sitt nu gällande namn av Karel Presl. Cephalomanes javanicum ingår i släktet Cephalomanes och familjen Hymenophyllaceae.

## Underarter
Arten delas in i följande underarter:
- C. j. asplenioides
- C. j. sumatranum